# Fuzzy-Klassifikation
Fuzzy-Pattern-Klassifikation ist eine Methode zur Beschreibung von Klassensystemen (Klassifizierung) aus strukturierten Beobachtungen (Objekten), die als Merkmalsvektoren im ein- oder mehrdimensionalen euklidischen Merkmalsraum {\displaystyle \mathbb {R{\mathsf {^{n}}}} } vorliegen, zum Zwecke der Einordnung unbekannter Beobachtungen (Objekte) in die auf diese Weise beschriebenen Klassensysteme (Klassierung).
Die Methode der Fuzzy-Pattern-Klassifikation wurde in den 1970er und 1980er Jahren der TH Karl-Marx-Stadt (heute TU Chemnitz) ausgearbeitet und von Bocklisch eingehend beschrieben. Das Verfahren wurde in einem weiten Anwendungsspektrum verschiedener Fachdisziplinen angewendet. Es hat sich u. a. in der medizinischen Diagnostik, bei der Überwachung und Diagnose von Maschinen und Anlagen, bei der Analyse und Prognose von Zeitreihenproblemen wie von Verkehrsströmen, Umweltdaten und bei der Qualitätsüberwachung von Herstellungsprozessen bewährt.

## Grundlagen der Methode
Die Fuzzy-Pattern-Klassifikation geht von der Unsicherheit der aus Einzelbeobachtungen gebildeten Klassen aus und bedient sich des Konzeptes der Zugehörigkeitsfunktion. Die Zugehörigkeitsfunktion μKL: X → [0,1] weist jedem Objekt x der Merkmalsmenge X eine Zahl aus dem reellwertigen Intervall [0,1]  zu, welche den Zugehörigkeitsgrad μKL(x) des Objekts zur so definierten unscharfen Menge (Klasse) KL angibt. Außerdem wird von der Unsicherheit jeder Einzelbeobachtung oder jedes Objektes durch methodische Probleme, Messfehler u. ä. ausgegangen. Diese Unsicherheit wird durch Zuweisung einer elementaren Unschärfe zu jedem Objekt ausgedrückt.
Die Methode bedient sich für die Klassenbeschreibung eines speziellen Verfahrens des überwachten Lernens (supervised learning) aus strukturierten, unscharfen Beispielobjekten, d. h. aus Objekten, denen durch einen „Lehrer“ oder „Experten“ ein Zugehören zu einer Klasse zugewiesen wurde. Sowohl die elementare Unschärfe der Objekte als auch die Unschärfe der Klassen wird durch ein einheitliches parametrisches Modell einer unimodalen, asymmetrischen Potentialfunktion nach Aizerman ausgedrückt.

## Unscharfe Klassenbeschreibung

### Elementare Unschärfe von Objekten

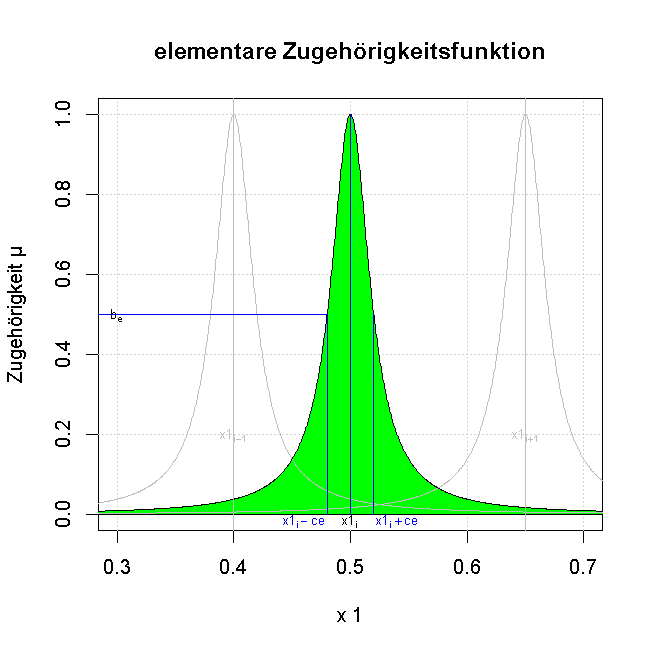
Elementare Zugehörigkeitsfunktion eines Objektes

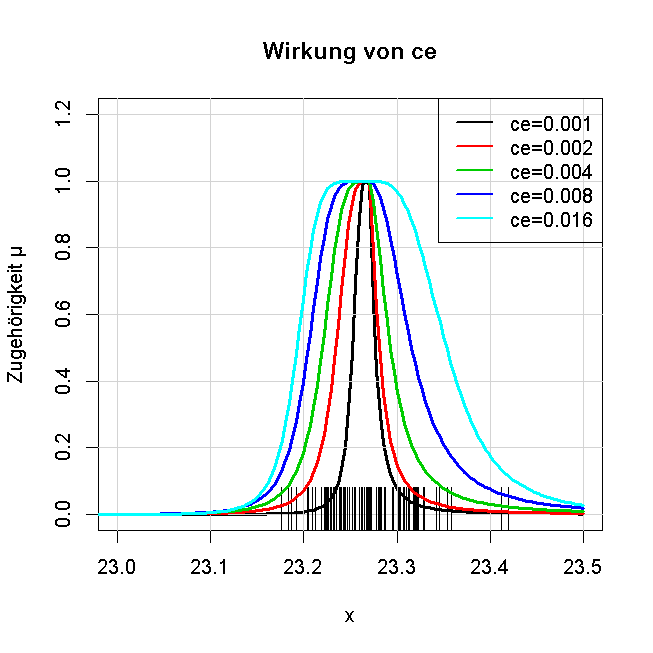
Wirkung der elementaren Zugehörigkeit auf die Ausdehnung der Klassenzugehörigkeitsfunktion

Es wird von einer Unschärfe jedes Einzelobjektes ausgegangen, über die explizite Information im Allgemeinen nicht vorliegt und eine unsymmetrische Zugehörigkeitsfunktion nicht gerechtfertigt ist. Daher werden der Einfachheit halber die Parameter der elementaren Zugehörigkeitsfunktion für die rechte und linke Seite gleichgesetzt und nach Bocklisch die folgenden Parameterwerte angenommen:
b= 0,5
d= 2
ce wird als elementare Unschärfe bezeichnet. Sie kann durch Expertenschätzung vorgegeben oder aus einer Fehlerabschätzung von Messwerten gewonnen werden. Die elementare Zugehörigkeitsfunktion hat die Form:
{\displaystyle \mu _{e}(x1)={\frac {1}{1+\left({\frac {x1-x1_{0}}{c_{e}}}\right)^{2}}}}.
Die elementare Unschärfe wird global für jede Merkmalsachse festgelegt und ist damit für alle Objekte definiert. Sie ist als steuernder Parameter für die Form und Ausdehnung der Klasse verantwortlich und hat einen großen Einfluss auf fast alle Parameter der unscharfen Beschreibung einer Klasse. Ihre Wirkung ist vergleichbar mit derjenigen der Bandbreite h bei der Kerndichteschätzung. Bei der Beschreibung von rotatorisch angepassten Klassen, ist auf eine merkmalsweise Anpassung der elementaren Unschärfe zu achten.

### Eindimensionale Klassenbeschreibung

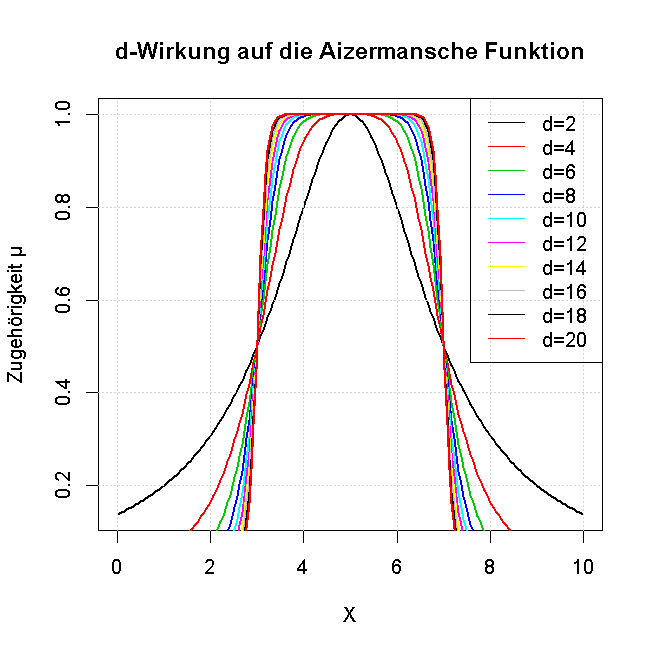
Wirkung des Parameters d auf die Steilheit der Aizermanschen Potentialfunktion

Lernen einer Klassenzugehörigkeitsfunktion. Parameterberechnung aus unscharfen Lernobjekten

Für die Beschreibung von Klassenzugehörigkeitsfunktionen für die Klasse KL aus Objekten x1i mit elementarer Unschärfe und einem Merkmal x1 im eindimensionalen Merkmalsraum {\displaystyle \mathbb {R{\mathsf {^{1}}}} }  benutzt die Fuzzy-Pattern-Klassifikation einen heuristischen Ansatz.
Der Parameter x10 kann aus den Schwerpunkten der Objekte x1i berechnet werden:
{\displaystyle x1_{0}^{KL}={\frac {1}{n}}\sum _{i=1}^{n}x1_{i}}.
Der Parameter bKL bestimmt den Zugehörigkeitswert an der scharfen Grenze der Klasse x0KL-cKL. Um eine höhere Flexibilität bei der Anpassung der Klassenzugehörigkeitsfunktion an die Verteilung der Lernobjekte zu erreichen, kann die Aizermansche Potentialfunktion in zwei Abschnitte geteilt werden, für die getrennt die Parameter blKL und brKL berechnet werden. Zur Berechnung werden jeweils links- und rechtsseitig die Flächen der elementaren Zugehörigkeitsfunktionen disjunktiv verknüpft (aggregiert) und anschließend normiert.
Die Parameter clKL und crKL können als Lage der Randobjekte aller Lernobjekte für die Klasse KL aufgefasst werden:
{\displaystyle c_{l}^{KL}=x1_{0}^{KL}-\min(x_{i}^{KL})-c_{e}}
{\displaystyle c_{r}^{KL}=x1_{0}^{KL}+\max(x_{i}^{KL})+c_{e}}.
Der Parameter d soll die Verteilung der zur Klasse gehörenden Objekte widerspiegeln. Er bestimmt die Form der Zugehörigkeitsfunktion. Es gilt für {\displaystyle d}:
{\displaystyle d_{l,r}^{KL}\geqq 2}; vorzugsweise ganzzahlig.
Für eine scharfe Klasse (Menge) gilt theoretisch d=∞. Praktisch wird mit etwa d=20 eine scharfe Abgrenzung der Klasse erreicht.
Der Parameter d kann durch einen Experten (Lehrer) vorgegeben werden. Bocklisch beschreibt einen Algorithmus, um d aus den Stufensprüngen der Objekte zu berechnen:
{\displaystyle q_{1}={\frac {x1_{3}-x1_{2}}{x1_{2}-x1_{1}}};\dots ;q_{i-2}={\frac {x1_{i}-x1{}_{i-1}}{x1_{i-1}-x1_{i-2}}}}.
{\displaystyle {\bar {q}}={\frac {1}{n}}\sum _{i=1}^{n-2}q_{i}}.
{\displaystyle d={\begin{cases}20&{\bar {q}}\leqq 1\\18\exp(-3({\bar {q}}-1))+2&{\bar {q}}>1\end{cases}}}.

### Mehrdimensionale Klassenbeschreibung

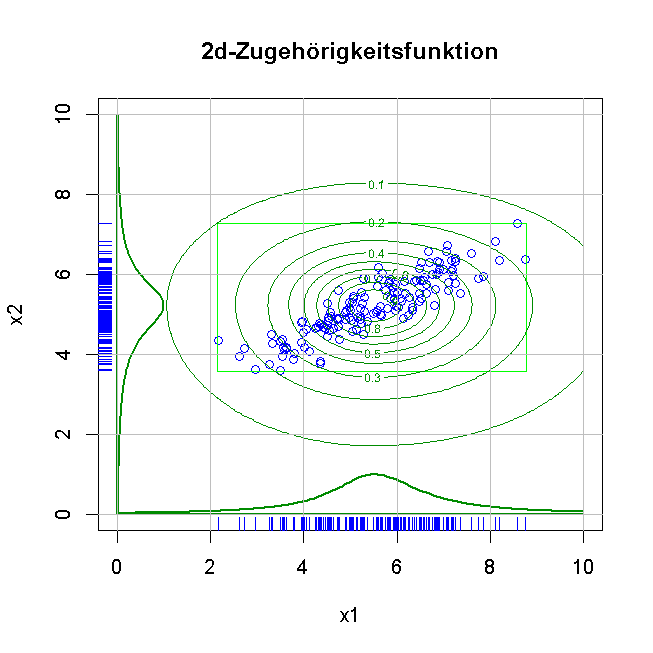
Klassenzugehörigkeitsfunktion im 2d-Merkmalsraum aus Lernobjekten

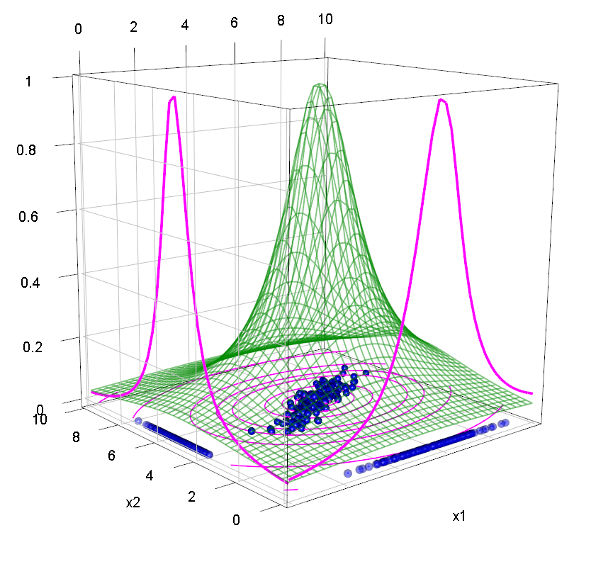
Zugehörigkeitsfunktion 2d; Aggregation mit Hamacher t-Norm

Mehrdimensionale Zugehörigkeitsfunktionen im Merkmalsraum {\displaystyle \mathbb {R{\mathsf {^{n}}}} } nach dem parametrischen Konzept der Fuzzy-Pattern-Klassifikation werden durch n eindimensionale Zugehörigkeitsfunktionen mit jeweils n Parametern und einer anschließenden logischen Verknüpfung beschrieben. Als logische Verknüpfung wird die Hamacher t-Norm angewendet.
Ausgegangen wird von n eindimensionalen Zugehörigkeitsfunktionen der Form<>:
{\displaystyle \mu _{i}^{KL}(x_{i})={\frac {1}{1+P_{i}}}}, wobei {\displaystyle P_{i}} der Parameterterm der Aizermanschen Potentialfunktion ist:
{\displaystyle P_{i}=\left({\frac {1}{b_{i}^{lr}}}-1\right)\left({\frac {|x_{i}-x_{0i}|}{c_{i}^{lr}}}\right)^{di_{i}^{lr}}}. Nach der Anwendung der logischen Verknüpfung mit der Hamacher-t-Norm:
{\displaystyle T(a,b)={\frac {ab}{a+b-ab}}} erhält man für n Zugehörigkeitsfunktionen nach Vereinfachung der Ausdrücke die Darstellung:
{\displaystyle \mu ^{KL}(x,b^{lr},c^{lr},d^{lr})={\frac {1}{1+{\displaystyle {\frac {1}{2}}{\displaystyle \sum _{i=1}^{n}}}(1+\operatorname {sgn}(x_{0i}-x_{i}))\left({\frac {1}{b_{i}^{l}}}-1\right)\left({\frac {|x_{0i}-x_{i}|}{c_{i}^{l}}}\right)^{d_{i}^{l}}+{\displaystyle {\frac {1}{2}}{\displaystyle \sum _{i=1}^{n}}}(1+\operatorname {sgn}(x_{i}-x_{0i}))\left({\frac {1}{b_{i}^{r}}}-1\right)\left({\frac {|x_{0i}-x_{i}|}{c_{i}^{r}}}\right)^{d_{i}^{r}}}}}.
Es ergibt sich aus der beschriebenen Verknüpfung der Nachteil, dass mit wachsender Dimension die Zugehörigkeiten < 1 gegen 0 konvergieren. Das kann vermieden werden, indem über die {\displaystyle P_{i}} das arithmetische Mittel gebildet wird. Daraus ergibt sich für die n-dimensionale Zugehörigkeitsfunktion:
{\displaystyle \mu ^{KL}(x_{0},b^{lr},c^{lr},d^{lr})={\frac {1}{1+{\frac {1}{n}}{\displaystyle \sum _{i=1}^{n}}\left({\frac {1}{b_{i}^{l,r}}}-1\right)\left({\frac {|x_{i}-x_{0i}|}{c_{i}^{l,r}}}\right)^{di_{i}^{l,r}}}}}.
Eine ausführliche Diskussion der Parameterberechnung für die Klassenzugehörigkeitsfunktion findet man bei Päßler.

### Klassenraum

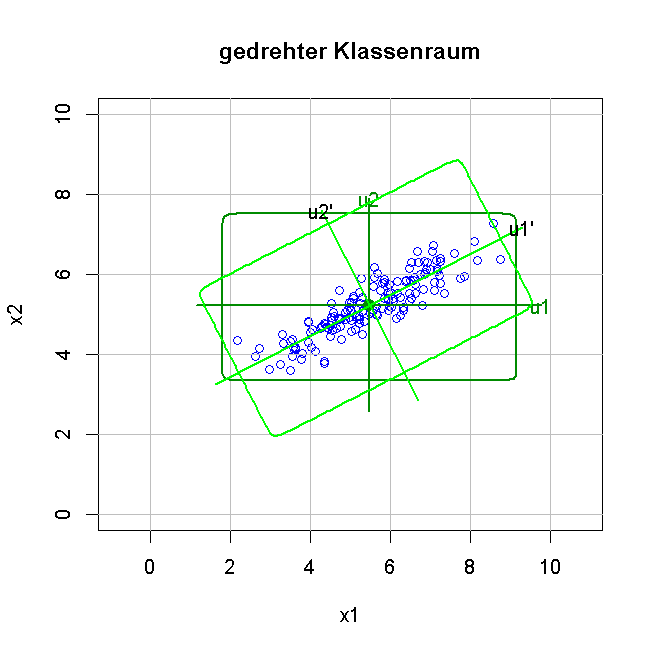
Gedrehter Klassenraum

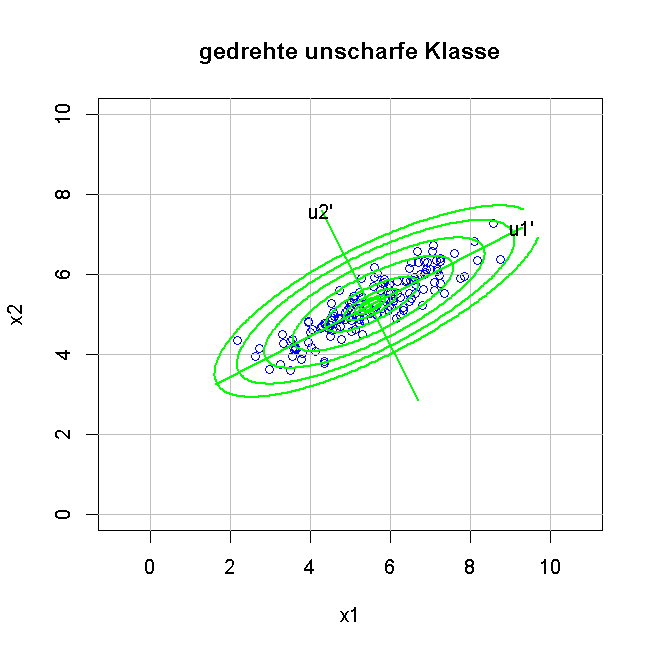
Im Merkmalsraum gedrehte unscharfe Klasse

Der Merkmalsraum wird durch die Merkmale ({\displaystyle x_{1}^{KL}\dots x_{n}^{KL}}) aufgespannt. Es ist vorteilhaft, vor der unscharfen Beschreibung der Klassen eine Koordinatentransformation aller zu einer Klasse gehörenden Objekte durchzuführen, um eine bessere Anpassung der unscharfen Klasse an die vorliegende Datenstruktur zu erhalten. Es entstehen klassenspezifische Unterräume, die als Klassenräume bezeichnet werden. Jeder Klassenraum wird durch ein n-dimensionales klassenspezifisches Achsensystem ({\displaystyle u_{1}^{KL}\dots u_{n}^{KL}}) aufgespannt, das gegenüber dem Ursprung des Merkmalsraumes verschoben und in den meisten Fällen im Merkmalsraum gedreht ist ({\displaystyle u_{1}^{'KL}\dots u_{n}^{'KL}}). Der Ursprung des Klassenraumes KL liegt in seinem Repräsentanten {\displaystyle u_{0}^{KL}} – dem Schwerpunkt der die Klasse konstituierenden Objekte. Für rotatorische Anpassung wird das orthogonale Klassensystem in Richtung der Hauptschwereachse gedreht. Als zusätzliche Parameter für die Klassenbeschreibung in n Dimensionen dienen {\displaystyle n-1} Drehwinkel φi+1.

## Klassifikator und unscharfe Identifikation

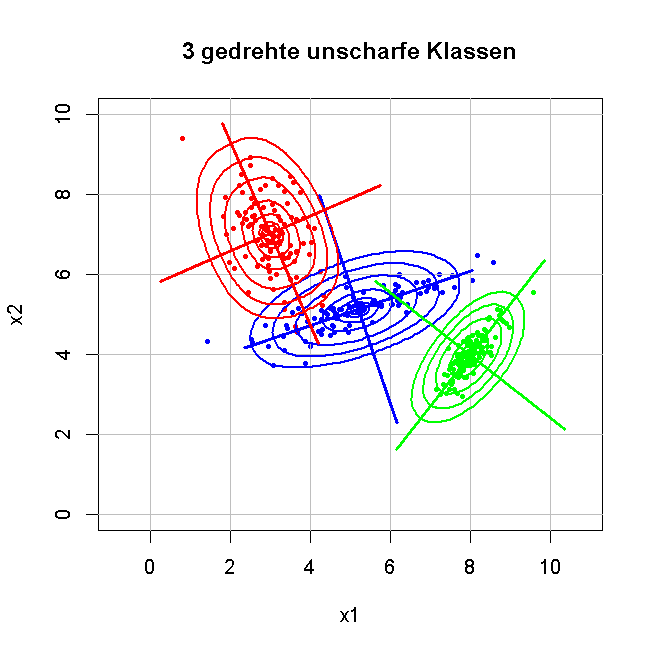
Unscharfes Klassenmodell mit drei Klassen

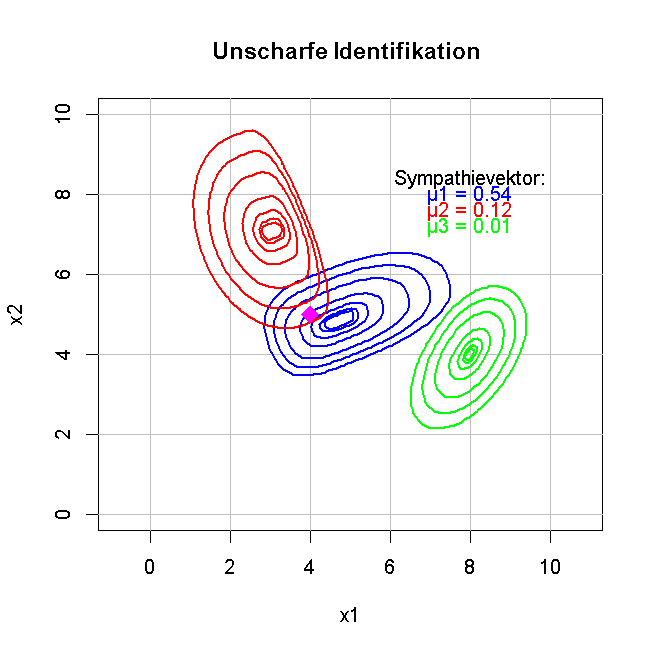
Unscharfe Identifikation eines Objektes in einem Klassensystem aus drei Klassen

Anwendung der unscharfen Klassifikation bei der Prozessüberwachung des Widerstandspunktschweißens

Ein unscharfes Klassenmodell besteht meistens aus k unterschiedlichen Klassen. Jede einzelne Klasse j hat eine eigene Bedeutung. Die Gesamtheit aller Klassen wird Klassifikator genannt. Bei gegebenem Konzept ist der Klassifikator ein Parametersatz für jede einzelne Klasse j mit den Parametern aller n eindimensionalen Zugehörigkeitsfunktionen {\displaystyle (u_{0_{ij}},b_{ij}^{lr},c_{ij}^{lr},d_{ij}^{lr},\varphi _{i+1,j})}. Mit seiner Hilfe kann einem Objekt (einem Merkmalsvektor {\displaystyle {\vec {u}}}) ein Zugehörigkeitswert zu jeder Klasse zugeordnet werden. So entsteht ein Zugehörigkeits- oder Sympathievektor {\displaystyle {\vec {\mu }}=(\mu _{1},\dots ,\mu _{k})^{T}}. Für jede Komponente {\displaystyle \mu _{j},j=1\dots k} des Sympathievektors gilt:
{\displaystyle \mu _{j}({\vec {u}})={\frac {1}{1+{\frac {1}{n}}{\displaystyle \sum _{i=1}^{n}}({\frac {1}{b_{ij}^{lr}}}-1)({\frac {|u_{i}-u_{0ij}|}{c_{ij}^{lr}}})^{d_{ij}^{lr}}}}}.
Die Berechnung des Sympathievektors für einen gegebenen Merkmalsvektor eines Objektes wird von Bocklisch Identifikation genannt. In nebenstehendem Bild wird die Identifikation eines Objektes (magenta) gezeigt. Das Objekt bekommt einen Zugehörigkeitswert zu jeder der drei Klassen {\displaystyle {\vec {\mu }}=(0,54;0,12,0,01)^{T}} .
Der Einsatz des Verfahrens der Fuzzy-Pattern-Klassifikation ist Klassierung, d. h. die Einordnung unbekannter Beobachtungen (Objekte) in eine der Klassen des Klassensystems. Das erfordert eine scharfe Entscheidung durch Auswertung des Zugehörigkeitsvektors. Oftmals wird dazu das Maximum gewählt, wobei der maximale Zugehörigkeitswert als Maß oder auch als Güte der Zuordnung zu der Klasse gewertet werden kann.
Ein Beispiel für die Anwendung ist die Prozessüberwachung beim Widerstandspunktschweißen.

## Erweiterung der Methode

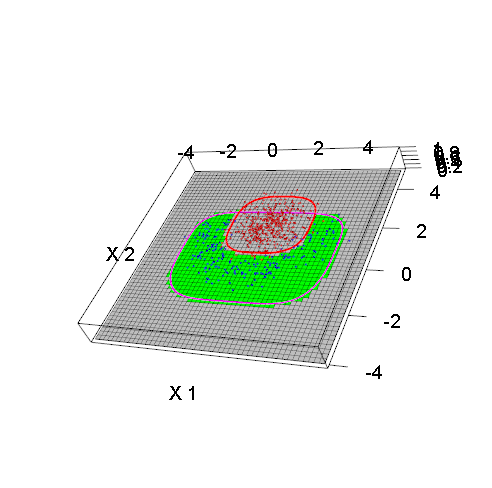
Klassenbeschreibung nichtkonvexer Datenmengen mit Hilfe komplementärer Objektmengen nach

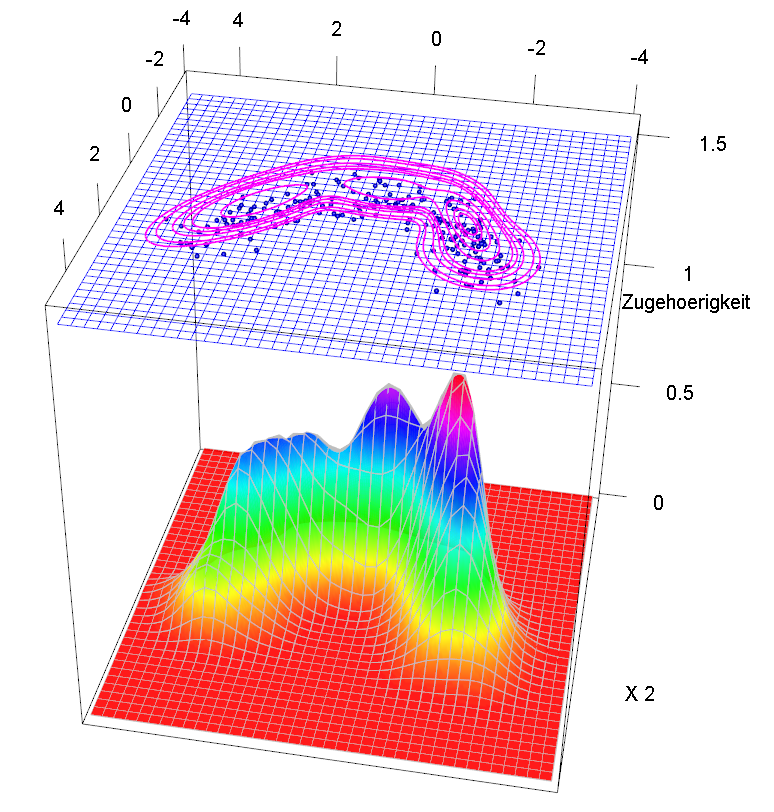
Zugehörigkeitsfunktion berechnet aus nichtkonvex verteilten Datenobjekten mit der Kerndichteschätzung (R-Paket 'ks')

Die Fuzzy-Pattern-Klassifikation ist ein datengestütztes Lernverfahren, das eine optimale Anpassung der Klassen an die zugrundeliegenden Daten möglich macht, sofern diese weitgehend unimodal und ihrer Form nach konvex verteilt sind. Multimodal verteilte und nichtkonvexe Objektmengen können durch Segmentierung mit Hilfe von Clusterverfahren in kompakte unimodal verteilte Mengen aufgespalten werden, die jede für sich dem Konzept entsprechend unscharf beschrieben werden können.
Ein Weg, nichtkonvexe Objektmengen mit der Fuzzy-Pattern-Klassifikation unscharf zu beschreiben, wird von Hempel vorgeschlagen. Die Idee besteht darin, die objektgestützten Gebiete des Merkmalsraumes durch nicht objektgestützte komplementäre Gebiete zu ergänzen.
Eine andere Möglichkeit, aus nichtkonvexen Objektmengen Zugehörigkeitsfunktionen zu erzeugen, bietet die multivariate Kerndichteschätzung, bei der der recht umständliche Weg, über die Bestimmung von Antiklassen die unscharfe Klasse zu beschreiben, entfällt.